# Amphibola africana
Amphibola africana is een slakkensoort uit de familie van de Amphibolidae. De wetenschappelijke naam van de soort is voor het eerst geldig gepubliceerd in 1904 door E. A. Smith.